# Kimberley Smith (athlétisme)
Pour les articles homonymes, voir Smith et Kimberley Smith.
Kimberley Smith (le plus souvent Kim Smith) (née le 19 novembre 1981 dans le district de Papakura) est une athlète néo-zélandaise, pratiquant les courses de fond.

## Palmarès
- 8e du Marathon de Londres 2010 en 2 h 25 min 21 s
- 5e du Marathon de New York 2010 en 2 h 29 min 28 s
- 5e du Marathon de New York 2011 en 2 h 25 min 46 s
- 6e du Marathon de New York 2013 en 2 h 28 min 49 s

### Championnats du monde d'athlétisme
- Championnats du monde d'athlétisme de 2007 à Osaka ( Japon)
  - 5e sur 10 000 m

### Championnats du monde d'athlétisme en salle
- Championnats du monde d'athlétisme en salle de 2008 à Valence ( Espagne)
  - 6e sur 3 000 m

### Meilleures performances
- 1500 m 4 min 11 s 25 	3e Waltham MA	26 Jun 2004
- Mile en salle : 4 min 30 s 61 (NR) 	1re Boston MA	10 fév 2004
- Mile, sur route : 4 min 30 s 30 	 	2e —	5e avenue	New York NY	30 Sep 2006
- 3000 m : 8 min 35 s 31 	(AR) 	 	3e 	Herculis	Monaco	25 Jul 2007
- 5000 m : 14 min 49 s 41 	(NR) 	 	2e Golden Gala	Rome	13 Jul 2007
- 10 000 m : 31 min 20 s 63 	(NR) 	 	2e Stanford CA	29 Avr 2007